# Monopis meyricki
Monopis meyricki är en fjärilsart som beskrevs av László Anthony Gozmány. Monopis meyricki ingår i släktet Monopis och familjen äkta malar. Inga underarter finns listade i Catalogue of Life.